# Ljulka AL-7
AL-7 byl proudový motor vyvinutý konstrukční kanceláří Ljulka. Výroba probíhala mezi lety 1954 a 1970.
Zpočátku měl být montován do bombardérů Il-54. Verze AL-7F s přídavným spalováním byla představena roku 1953. Nakonec motor našel uplatnění např. v letounech Su-7 'Fitter', Su-9 'Fishpot' a Tu-128P 'Fiddler'.

## Specifikace (AL-7F)

### Technické údaje
- Typ: Proudový motor s přídavným spalováním
- Průměr: 1300 mm
- Délka: 6650 mm
- Hmotnost suchého motoru: 2 010 kg

### Součásti
- Kompresor: devítistupňový axiální kompresor
- Turbína: dvoustupňová axiální

### Výkony
- Maximální tah:
  - 67,1 kN (15 075 lbf)
  - 98,1 kN (22,050 lbf) s příd. spalováním
- Celkový poměr stlačení: 9,5:1
- Teplota plynů před turbínou: 860 °C
- Měrná spotřeba paliva: 
  - 95,0 kg/(h·kN) (0.94 lb/(h·lbf)) na volnoběh
  - 98,9 kg/(h·kN) (0,97 lb/(h·lbf)) max. výkon
  - 229,0 kg/(h·kN) s přídavným spalováním
- Poměr tah/hmotnost: 3,4